# Scutigera coleoptrata
Scutigera coleoptrata (una de las múltiples especies conocidas como ciempiés doméstico) es un ciempiés típicamente gris-amarillento con hasta quince pares de patas. Originalmente endémico de la cuenca del Mediterráneo, se ha extendido a otras partes del mundo, donde suele vivir en casas humanas. Es insectívoro, por lo que mata y se alimenta de otros artrópodos como insectos y arácnidos.

## Etimología
Carlos Linneo había descrito la especie en la décima edición de su Systema Naturae (1758) con el nombre Scolopendra coleoptrata, diciendo que tenía "tórax coleopterado" (con forma de coleóptero). En 1801, Jean-Baptiste Lamarck separó los escutígeros de las escolopendras, llamando a esta especie Scutigera coleoptrata. La palabra escutígero viene de "portar" (gerere) y "escudo" (scutum), debido a la forma de los segmentos torácicos del quilópodo.

## Morfología
S. coleoptrata mide entre 10 milímetros (0,39 plg) a 50 milímetros (1,97 plg) de largo y puede tener hasta quince pares de patas bastante largas. Estas delicadas patas están ancladas en un cuerpo rígido. Esto le permite alcanzar velocidades sorprendentes de hasta 0.4 metros por segundo corriendo por el suelo, paredes y techos. Suele arrastrarse por las tuberías de drenaje. Su cuerpo es amarillo grisáceo y su dorso tiene a lo largo tres rayas oscuras; también sus patas tienen una raya oscura. Al contrario de otros centípodos y otros parientes cercanos, los ciempiés domésticos tienen ojos compuestos bien desarrollados. S. coleoptrata ha desarrollado automimetismo por lo que sus últimas patas parecen antenas. Cuando descansa, no es fácil distinguir su parte frontal y trasera.

## Reproducción y desarrollo
Los ciempiés domésticos ponen sus huevos en primavera. En un experimento de laboratorio con veinticuatro ciempiés domésticos, se pusieron entre 63 y 151 huevos. Como otros artrópodos, la larva es como una versión en miniatura del adulto, aunque con menos patas. Los centípodos jóvenes poseen cuatro pares de patas al salir del huevo. Ganan un nuevo par de patas con la primera muda, y dos pares con cada una de sus subsiguientes cinco mudas. Los adultos con quince patas retienen este número durante tres estadios de muda (secuencia 4-5-7-9-11-13-15-15-15-15 pares). Viven en cualquier lugar entre tres y siete años, dependiendo del entorno. Pueden empezar a aparearse a partir de su tercer año. Para aparearse, el macho y la hembra forman un círculo alrededor del otro, iniciando el contacto con sus antenas. El macho deposita su esperma en el suelo y la hembra lo usa para fertilizar sus huevos. 

## Comportamiento y ecología

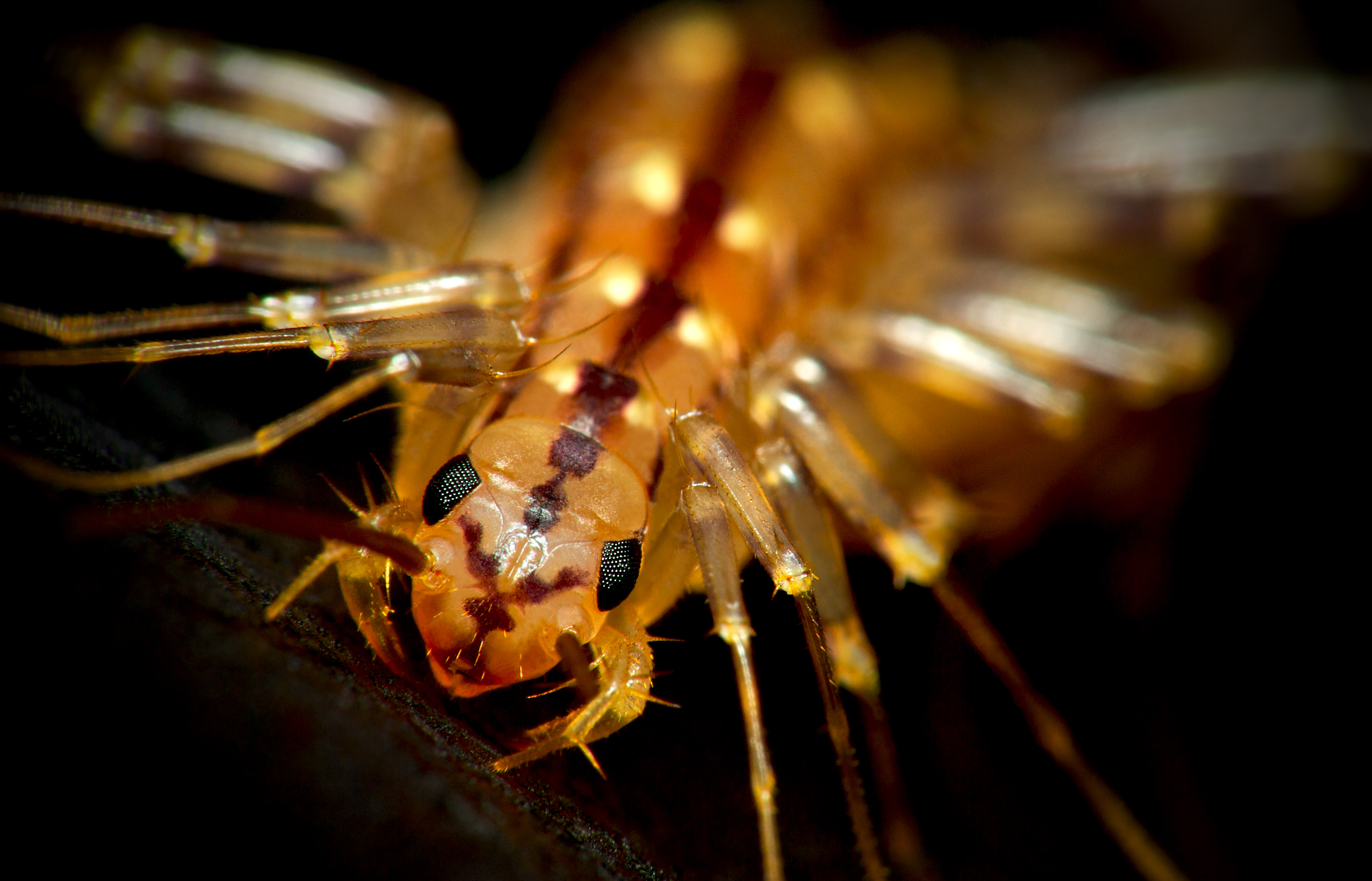
Primer plano de la cabeza mostrando las patas modificadas

Los ciempiés domésticos se alimentan de arañas, chinches, cucarachas, termitas, pececillos de plata, hormigas y otros artrópodos domésticos. Suelen ser cazadores nocturnos. Aunque tienen ojos desarrollados se apoyan más en sus antenas a la hora de cazar. Sus antenas son un receptor sensorial que detecta información tanto olfativa como táctil. Usan su boca y sus patas para sujetar a sus presas. De esta manera pueden lidiar con varios insectos pequeños a la vez. Para capturar a sus presas o bien saltan sobre ellas o utilizan sus patas en una técnica que se describe como «lazar». También se ha descrito que usan sus patas para vencer a sus presas. En un estudio de su alimentación, S. coleoptrata mostró la habilidad de discernir entre sus posibles presas. Evitó a los insectos peligrosos. También adaptó sus patrones de alimentación a los peligros que la presa pueda representar para ellos. Para las avispas, se retiran después de aplicar el veneno para darle tiempo a surtir efecto. Cuando el ciempiés se encuentra en peligro de convertirse en presa, puede desprenderse de las patas que han quedado atrapadas.

## Hábitat
En exterior, el ciempiés doméstico prefiere vivir en lugares frescos y húmedos. El sistema respiratorio de los centípodos no provee ningún mecanismo para cerrar los espiráculos. Por esto necesitan un ambiente que les proteja de la deshidratación y del excesivo frío. Muchas veces viven fuera, mayormente bajo grandes rocas, montones de madera o de composta. Dentro de la casa se pueden encontrar casi en cualquier lugar. Se encuentran de manera más común en sótanos y baños, que tienden a ser más húmedos, pero se los puede encontrar en lugares más secos como despachos, dormitorios o comedores. El momento con más posibilidades de encontrarse con ellos es en primavera, cuando salen porque el tiempo se ha vuelto más templado, y en otoño, cuando el tiempo más fresco les hace buscar refugio en hábitats humanos.

## Distribución
Scutigera coleoptrata es originaria de la región mediterránea, pero se ha expandido a la mayoría de Europa, Asia y América. Se piensa que fue introducida en América por primera vez en México y Guatemala y ahora llegan hasta Canadá y el sur  Ecuador y Argentina. En los Estados Unidos, se extiende hacia el norte desde los estados del sur, alcanzando Pensylvania en 1849, Nueva York en 1885 y Massachusetts y Connecticut alrededor de 1890. En 2009, su distribución se extiende desde Virginia al este de la costa de California en el oeste. En Sudáfrica se han encontrado en la Provincia Occidental del Cabo y en los alrededores de Ciudad del Cabo, (se han dado avistamientos en Pinelands, Vredehoek, Mowbray, Edgemead y Gordon's Bay) también en KwaZulu-Natal, en la ciudad de Pietermaritzburg. También se han encontrado en el este y sureste de Australia, desde Sídney a Tasmania, Nueva Zelandia, así como en Corea del sur. Recientemente ha sido citado para Chile, en donde se encuentra en las Regiones de Valparaíso y de Los Lagos
En la Universidad de Delaware, son conocidos como Rodney Bugs por la infestación del Rodney Complex residence hall.

## Detalles biológicos
Los ojos compuestos de Scutigera coleoptrata son sensibles a la luz diurna y muy sensibles a la luz ultravioleta.
Muestran ser capaces de distinguir visualmente diferentes mutaciones de Drosophila melanogaster. Cómo esta habilidad encaja con su estilo de vida nocturno y subterráneo todavía está bajo estudio. No cambian de dirección automáticamente cuando la luz les da de repente directamente, pero se retiran a esconderse a un lugar más oscuro. Algunas de las placas que cubren los segmentos de su cuerpo se fusionaron y se volvieron más pequeños durante su evolución. El resultado es que los segmentos del cuerpo y las placas dorsales (tergitas) no coinciden y por eso tienen el cuerpo rígido.
| Tergitas       | 1          | 2 | 3    | 4    | 5       | 6      | 7      | 8      | 9                 | 10         | 11          |
| -------------- | ---------- | - | ---- | ---- | ------- | ------ | ------ | ------ | ----------------- | ---------- | ----------- |
| Segmentos      | 1          | 2 | 3, 4 | 5, 6 | 7, 8, 9 | 10, 11 | 12, 13 | 14, 15 | 16                | 17         | 18 (telson) |
| Pares de patas | Forcipules | 1 | 2, 3 | 4, 5 | 6, 7, 8 | 9, 10  | 11, 12 | 13, 14 | 15 (patas-antena) | (gonópodo) | (ano)       |

Las tergitas 10 y 11 no están totalmente desarrolladas y el segmento 18 no tiene sternum. Este modelo se desvia de las descripciones de Lewia, quien identificó solo 7 tergitas y 15 segmentos.
Otra característica que coloca a S. coleoptrata aparte de otros centípodos es que su hemolinfa contiene hemocianina, proteínas que transportan oxígeno.
El genoma mitocondrial de Scutigera coleoptrata ha sido secuenciado. Esto ha abierto discusiones sobre la taxonomía y filogenia de esta y otras especies relacionadas.